# 기업 분사
기업 분사(企業 分社)는 한 기업을 두 개의 기업 이상으로 분할하는 것이다.

## 예시
- 익스피디아 그룹 : 1996년, 마이크로소프트에서 분리
- 드림웍스 애니메이션 : 2004년, 드림웍스에서 분리
- 뉴스코프, 21세기 폭스 : 2013년, 뉴스 코퍼레이션에서 분리
- 삼성디스플레이 : 2012년, 삼성전자에서 분리
- 쿠쿠홈시스 : 2017년, 쿠쿠전자에서 분리
- 해태아이스 : 2020년, 해태제과에서 분리
- 新 롯데제과 : 2017년, 롯데지주에서 분리